# Tina striata
Tina striata är en kinesträdsväxtart. Tina striata ingår i släktet Tina och familjen kinesträdsväxter.

## Underarter
Arten delas in i följande underarter:
- T. s. striata
- T. s. trijuga